# شورية محدبة
شورية محدبة (الاسم العلمي:Shorea gibbosa) هي نوع غير مؤكد من النباتات تتبع جنس الشورية من فصيلة مجنحية الثمر.